# Proteostrenia ochrimacula
Proteostrenia ochrimacula är en fjärilsart som beskrevs av Eugen Wehrli 1939. Proteostrenia ochrimacula ingår i släktet Proteostrenia och familjen mätare. Inga underarter finns listade i Catalogue of Life.